# Lough Nabrickkeagh Bog SAC
Lough Nabrickkeagh Bog SAC este o arie protejată (arie specială de conservare — SAC, sit de importanță comunitară — SCI) din Irlanda întinsă pe o suprafață de 269,22 ha, integral pe uscat.

## Localizare
Centrul sitului Lough Nabrickkeagh Bog SAC este situat la coordonatele 54°05′00″N 8°53′28″W / 54.083204°N 8.890983°V.

## Înființare
Situl Lough Nabrickkeagh Bog SAC a fost declarat sit de importanță comunitară în noiembrie 1997 pentru a proteja un număr necunoscut de specii din flora spontană și fauna sălbatică aflate în arealul zonei. Situl a fost protejat și ca arie specială de conservare în decembrie 2019.

## Biodiversitate
Situată în ecoregiunea atlantică, aria protejată conține 1 habitat natural: Turbării de acoperire (* exclusiv pentru turbării active).
La baza desemnării sitului se află un număr nedeclarat de specii protejate.
Pe lângă speciile protejate, pe teritoriul sitului au mai fost identificate 1 specie de păsări.